# 细梗白前
细梗白前（学名：Cynanchum gracilipes）是夹竹桃科鹅绒藤属的植物。分布于中国大陆的山西等地，多生于山谷中，目前尚未由人工引种栽培。